# Условное крещение

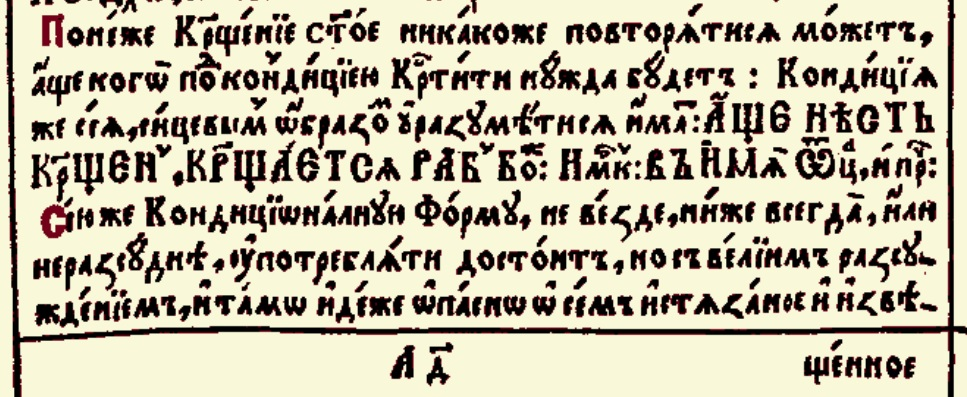
Формула условного крещения в Требнике Петра Могилы

Усло́вное креще́ние или креще́ние под конди́цией (лат. baptismum conditionalis, baptismum sub conditione) — крещение в католицизме над человеком, о предыдущем крещении которого есть сомнение — было ли оно совершено или нет; при этом священнодействии в чинопоследовании делается оговорка: «крещается (крещаю), если не крещён».
Древняя церковь такой формулы не знала. Более того, 72 правилом Карфагенского собора такое крещение совершать запрещено, согласно этому правилу младенцев о крещении которых точно неизвестно: «подобает без всякого сомнения крестити их». Однако в латинском Требнике «Rituale Romanum» 1617 года эта оговорка уже включена. Петр Могила в 1646 году, используя «Rituale Romanum» при составлении своего Требника, включил в него формулу условного крещения, назвав его «крещение под кондицией».
Согласно Кодексу канонического права перед совершением условного крещения необходимо предварительное серьёзное исследование вопроса о крещении лица. Только если и такое исследование не развеяло сомнений о том, что действительное крещение имело место, совершается крещение под условием.